# Blanca Paloma
Blanca Paloma Ramos Baeza (Elche, 9 juni 1989) is een Spaanse zangeres.

## Biografie
Blanca Paloma groeide op in Elche en studeerde schone kunsten aan de plaatselijke universiteit. Nadien verhuisde ze naar Madrid om een carrière in het theater uit te bouwen.
Begin 2022 zette ze haar eerste stappen als solozangeres door deel te nemen aan Benidorm Fest, de Spaanse preselectie voor het Eurovisiesongfestival. Met het nummer Secreto de agua wist ze door de dringen tot de finale, waarin ze als vijfde eindigde. Een jaar later waagde ze wederom haar kans, ditmaal met Eaea. Ook nu haalde ze de finale, die ze ditmaal winnend wist af te sluiten. Hierdoor mocht ze haar vaderland vertegenwoordigen op het Eurovisiesongfestival 2023, dat gehouden werd in het Britse Liverpool. Ze eindigde daar in de finale tegen de verwachtingen in met maar vijf punten van de televoting op de zeventiende plaats.
1961: Conchita Bautista · 
1962: Víctor Balaguer · 
1963: José Guardiola · 
1964: Tim, Nelly & Tony · 
1965: Conchita Bautista · 
1966: Raphael · 
1967: Raphael · 
1968: Massiel · 
1969: Salomé · 
1970: Julio Iglesias · 
1971: Karina · 
1972: Jaime Morey · 
1973: Mocedades · 
1974: Peret · 
1975: Sergio & Estíbaliz · 
1976: Braulio · 
1977: Micky · 
1978: José Vélez · 
1979: Betty Missiego · 
1980: Trigo Limpio · 
1981: Bacchelli · 
1982: Lucía · 
1983: Remedios Amaya · 
1984: Bravo · 
1985: Paloma San Basilio · 
1986: Cadillac · 
1987: Patricia Kraus · 
1988: La Década · 
1989: Nina · 
1990: Azúcar Moreno · 
1991: Sergio Dalma · 
1992: Serafín Zubiri · 
1993: Eva Santamaría · 
1994: Alejandro Abad · 
1995: Anabel Conde · 
1996: Antonio Carbonell · 
1997: Marcos Llunas · 
1998: Mikel Herzog · 
1999: Lydia · 
2000: Serafín Zubiri · 
2001: David Civera · 
2002: Rosa · 
2003: Beth · 
2004: Ramón · 
2005: Son de Sol · 
2006: Las Ketchup · 
2007: D'Nash · 
2008: Rodolfo Chikilicuatre · 
2009: Soraya · 
2010: Daniel Diges · 
2011: Lucía Pérez · 
2012: Pastora Soler · 
2013: El Sueño de Morfeo · 
2014: Ruth Lorenzo · 
2015: Edurne · 
2016: Barei · 
2017: Manel Navarro · 
2018: Alfred & Amaia · 
2019: Miki · 
2021: Blas Cantó · 
2022: Chanel · 
2023: Blanca Paloma · 
2024: Nebulossa · 
2025: Melody